# Gerbillus aquilus
Gerbillus aquilus és una espècie de mamífer rosegador de la família dels múrids. Viu a l'Afganistan, l'Iran i el Pakistan. Es tracta d'un animal nocturn i crepuscular. Els seus hàbitats naturals són els boscos temperats i els herbassars situats prop de fonts d'aigua. És una espècie en risc mínim, és a dir, no sembla que hi hagi cap amenaça significativa per a la seva supervivència. El seu nom específic, aquilus, significa ‘fosc’ en llatí.